# Aeroportul Sher-Wood
Aeroportul Sher-Wood (IATA: PWD, ICAO: KPWD, FAA LID: PWD) este un aeroport din Montana, Statele Unite ale Americii ce deservește zona Plentywood⁠(d).
Situat la o altitudine de 690 m, aeroportul dispune de 2 piste.

## Infrastructură

### Piste
Aeroportul dispune de 2 piste. Pista 08/26 are suprafața de Iarbă și dimensiunile 2.951 picioare × 60 picioare. Pista 12/30 are suprafața de asfalt și dimensiunile 3.900 picioare × 75 picioare. 